# 1843 w sztukach plastycznych
Wydarzenia w sztukach plastycznych i wizualnych w 1843 roku.

## Urodzeni
- 24 lutego - Jelizawieta Böhm (zm. 1914), rosyjska malarka
- 3 maja - Aleksander Sochaczewski (zm. 1923), polski malarz
- 29 kwietnia - Pedro Américo (zm. 1905), brazylijski malarz i pisarz
- 9 września - Alejandro Ferrant y Fischermans (zm. 1917), hiszpański malarz
- 31 października - Henri Regnault (zm. 1871), francuski malarz
- 2 listopada - Mark Antokolski (zm. 1902), rosyjski rzeźbiarz
- José Armet Portanell - (zm. 1911), hiszpański malarz
- Eugene de Blaas - (zm. 1932), malarz pochodzenia austriackiego
- Georges Clairin - (zm. 1919), francuski malarz i ilustrator

## Zmarli
- 7 lutego - Antoni Laub (ur. 1792), polski malarz miniaturzysta
- 7 lub 8 czerwca - Georges Michel (ur. 1763), francuski malarz
- 9 lipca - Washington Allston (ur. 1779), amerykański malarz, poeta i pisarz
- 4 września - Daniel Kondratowicz (ur. 1765), polski malarz
- 10 listopada - John Trumbull (ur. 1756), amerykański malarz
- Rosario Weiss (ur. 1814), hiszpańska malarka